# فريدوني (فردوس)
فريدوني (بالفارسية: فریدونی) هي مستوطنة تقع في Baghestan Rural District في إيران. يقدر عدد سكانها بـ 57 نسمة .